# Wechselapparat

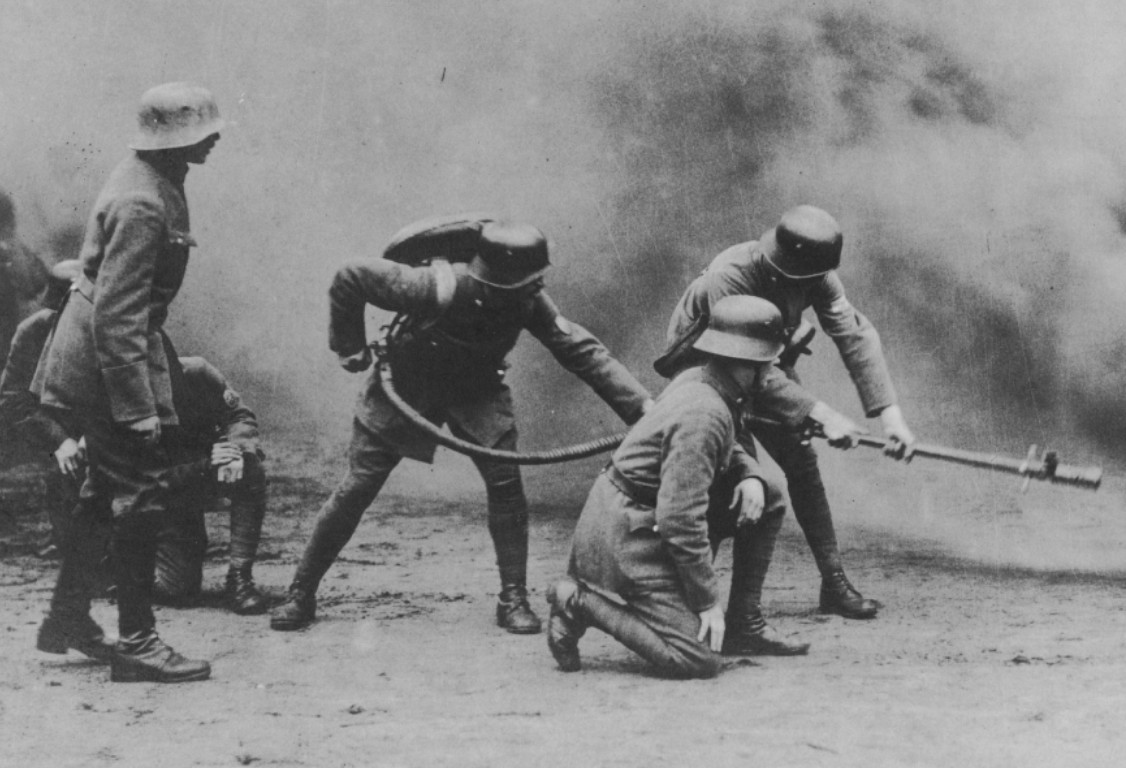
Un groupe des corps francs berlinois manipulant un Wex, 1919.

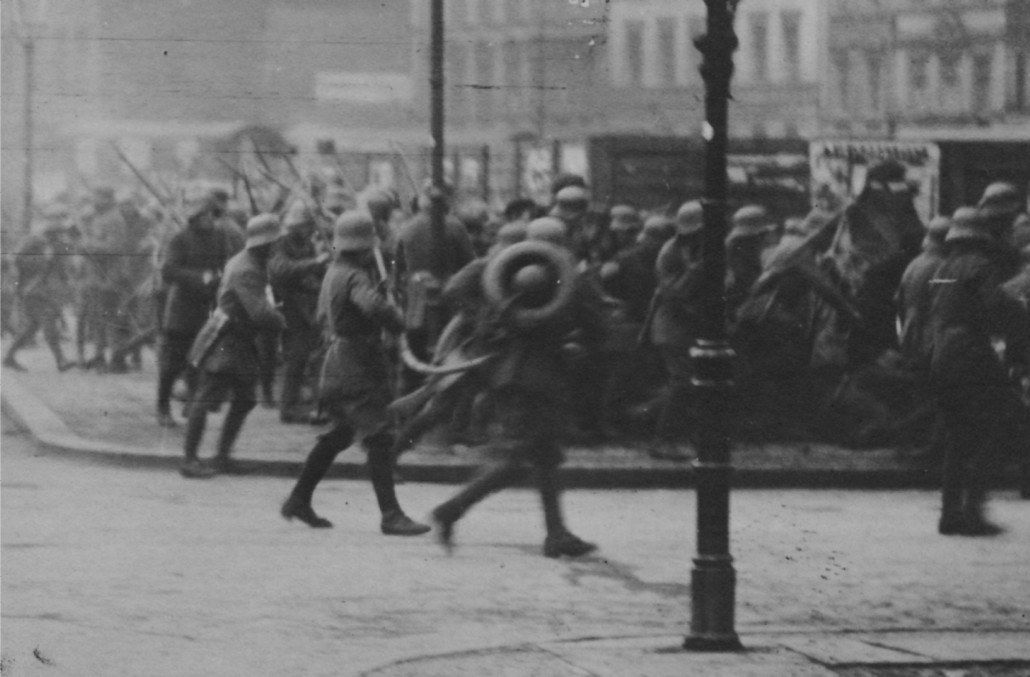
Corps francs à l’assaut dans les rues de Berlin, accompagné par un groupe de soutien Wex, vers mars 1919.

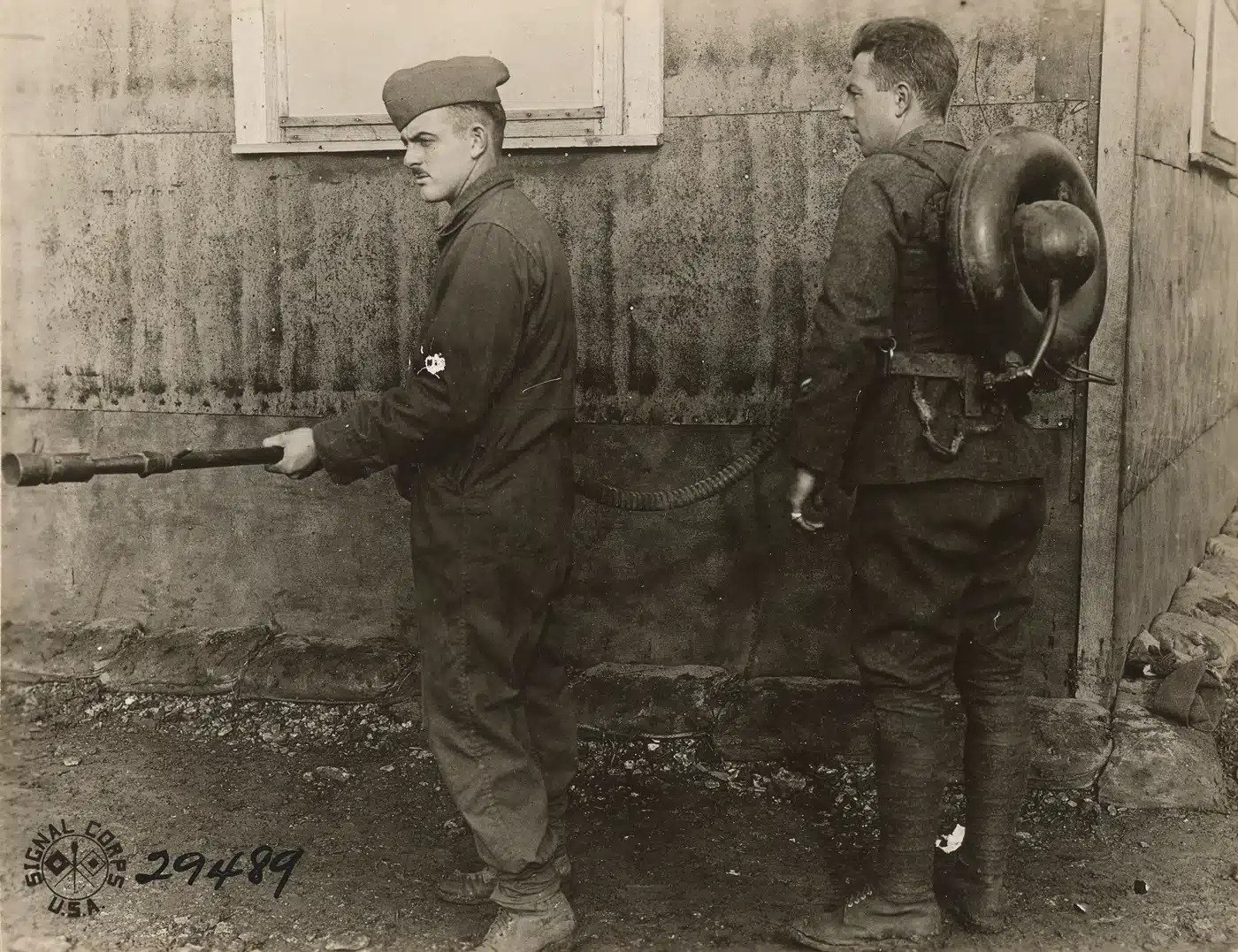
Soldats américains testant un Wechselapparat allemand

Le Wechselapparat, abrégé en Wex, est un lance-flamme inventé par l’armée allemande en 1917. 
Créé pour remplacer l’ancien Kleif (en) (Kleinflammenwerfer, petit lance-flamme), il avait un réservoir de carburant torique avec un réservoir de combustible sphérique au milieu. La forme torique des réservoirs a été copiée par les Britanniques durant la Seconde Guerre mondiale avec le lance-flammes portable n°2.

## Postérité
Cette conception a été mise à jour au cours de la Seconde Guerre mondiale pour devenir le lance-flammes modèle 40. Toutefois, le modèle 40 a été considéré comme trop fragile, il a été rapidement remplacé par le modèle 41 (en), une construction plus simple avec de plus petits réservoirs cylindriques, horizontaux, porté en sac à dos.